# Скарятин, Яков Фёдорович
Яков Фёдорович Скарятин (1780—1850) — крупный землевладелец из рода Скарятиных; полковник, масон, участник заговора против императора Павла I.

## Биография
Сын капитан-поручика Фёдора Васильевича Скарятина (ум. 1787) и его жены Елизаветы Николаевны. Прадед его Скарят-Ага до 1770 года находился на службе крымского хана, но во время русско-турецкой войны перешёл на сторону Российской Империи и принял действенное участие в разгроме турецкого султана. После крещения принял имя Тихон. Его сын — Василий Скарятович был первым предводителем малоархангельского дворянства. Брат Якова Василий приходился дедом по матери композитору Н. А. Римскому-Корсакову.
В августе 1783 года был записан подпрапорщиком Измайловского полка. 15 октября 1800 года получил звание штабс-капитана. В ночь с 11 на 12 марта 1801 года Скарятин был в числе 12 заговорщиков, причастных к убийству Павла I. В ту ночь они проникли в Михайловский замок, а затем и в спальню императора. По наиболее распространенной версии именно Скарятину  принадлежал «шарф, прекративший жизнь Павла I»; ему приписывают и факт удушения царя своим или чужим шарфом. Об его преступной причастности к убийству императора знали многие в Петербурге, в том числе и цесаревич Александр.
В 1803 году получил чин капитана, а в декабре того же года полковника. Принимал участие в заграничном походе против французских войск и в сражении под Аустерлицем. Был награждён орденом Св. Владимира и Св. Иоанна Иерусалимского. В 1806 году по состоянию здоровья вышел в отставку.
Проживал в своем родовом имении — Троицком Орловской губернии, где успешно занимался сельским хозяйством и коннозаводством. На его средства было завершено строительство в Орле кафедрального Петропавловского собора. Один из попечителей Комитета призрения малолетних бедных (1819—1823); действительный член Московского общества сельского хозяйства (1822—1823).
Во время приездов в Петербург чета Скарятиных жила в собственном доме на набережной Фонтанки, 7 и регулярно посещала великосветские салоны. Из мемуарных свидетельств известно, что Яков Фёдорович состоял в дружеских отношениях с графом М. Ю. Виельгорским и семьей графа Г. И. Чернышёва, причём во время болезни последнего вёл его хозяйственные дела и заведовал всем домом.
В обществе Скарятин встречался с Пушкиным, который был знаком и с его сыновьями. Согласно воспоминаниям А. О. Смирновой, в 1834 году Скарятин был на бале у графа Фикельмона. Жуковский подсел к нему и начал расспрашивать все подробности убийства Павла I: «Как же вы покончили, наконец?» Он просто отвечал, очень хладнокровно: «Я дал свой шарф, и его задушили». Это рассказ подтверждается и дневниковой записью Пушкина от 28 февраля 1834 года.
Скончался в 1850 году и был похоронен в родовом селе Троицком.

## Семья

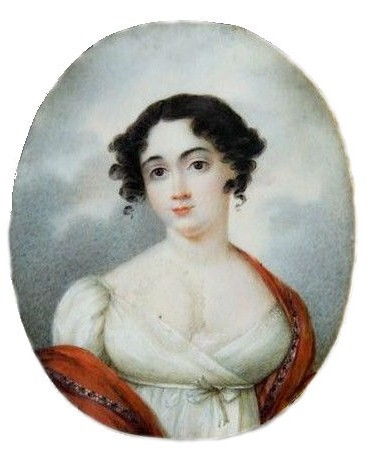
Наталья Григорьевна Скарятина

Жена — княжна Наталья Григорьевна Щербатова (1790—26.09.1857), дочь князя Григория Алексеевича Щербатова и Анастасии Николаевны Долгоруковой; сестра князя А. Г. Щербатова. В молодости была красавицей и вместе с сестрами «составляла лучшее украшение московских балов». По словам графа М. Д. Бутурлина, в середине 1820-х годов «мадам Скарятина была ещё очень хороша собой, хотя оба старшие её сына поступили юнкерами в армейский драгунский полк». Кроме своих сыновей она воспитала шесть племянников — сирот Петрово-Соловово, детей своей сестры Анны, трагически погибшей в 1821 году. Умерла в Москве от костоеда в коленях, похоронена рядом с мужем в селе Троицком. В браке родились:
- Фёдор (1806—11.04.1835), кавалергард, адъютант князя Д. В. Голицына, талантливый художник, писал маслом, умер от паралича во Флоренции, похоронен на греческом православном кладбище в Ливорно.
- Григорий (1808—1849), генерал-майор, погиб в Венгерскую войну.
- Владимир (1812—1870/1871), егермейстер двора, убит во время медвежьей охоты.
- Александр (1815—1884), дипломат, генеральный консул в Неаполе, гофмейстер двора; певец и композитор-любитель, коллекционер старинных нот; женат на графине Елене Григорьевне Шуваловой.
- Дмитрий (1819 — после 1865), малоархангельский предводитель дворянства, действительный статский советник[7].
- Николай (1823—1894), тайный советник, казанский губернатор, участник Крымской войны.